# 奧克利鎮區 (伊利諾伊州梅肯縣)
奧克利鎮區（英語：Oakley Township）是位於美國伊利諾伊州梅肯縣的一個行政鎮區。

## 地方資料
根據2010年美國人口普查的數據，奧克利鎮區的面積為76.10平方千米，當中陸地面積為77.70平方千米，而水域面積為1.40平方千米。當地共有人口1046人，而人口密度為每平方千米13.75人。